# Japanischer Abendsegler
Der Japanische Abendsegler (Nyctalus furvus) ist eine Fledermaus in der Gattung der Abendsegler, die 1968 von Yoshinori Imaizumi und Mizuko Yoshiyuki beschrieben wurde. Verschiedene Autoren listeten sie zeitweilig als Unterart oder Population des Großen Abendseglers (Nyctalus noctula). Seit den frühen 2000er Jahren ist sie als Art anerkannt.
Für die Art sind nur wenige Beobachtungen dokumentiert. Sie kommt in vier voneinander getrennten Populationen im nördlichen Teil der japanischen Insel Honshū vor. Weiterhin konnte eine 2009 in Südkorea gefangene Fledermaus aufgrund übereinstimmender Morphologie des Schädels, der Zähne und des Penisknochens als Exemplar des Japanischen Abendseglers bestimmt werden. Als Lebensraum dienen ursprüngliche Wälder.
Der Japanische Abendsegler ist ein kleiner Vertreter der Abendsegler. Das koreanische Exemplar hatte eine Kopf-Rumpf-Länge von etwa 70 mm, eine Unterarmlänge von 48,5 mm sowie eine Schwanzlänge von etwa 42 mm. Das Fell variiert oberseits zwischen dunkelbraun, gelbbraun und goldfarben, die Unterseite ist allgemein heller. Wie bei den anderen Abendseglern ist der Schwanz gut entwickelt. Der Kopf ist durch weit voneinander getrennte Ohren und durch kleine Augen gekennzeichnet.
Gruppen dieser Fledermaus ruhen vorwiegend in Baumhöhlen. Eine überwinternde Kolonie wurde in einem Gebäude gefunden. Weiterhin wird angenommen, dass die Art wie andere Abendsegler fliegende Insekten wie Käfer, Nachtfalter oder fliegende Ameisen fängt.
Neuanlagen von Ackerflächen, Nadelwäldern in Monokultur und von Wohngebieten und die damit verbundene Abholzung der ursprünglichen Wälder führen zu einem Bestandsrückgang. Einige Wälder im Verbreitungsgebiet sind als Naturschutzgebiete ausgewiesen. Die IUCN listet den Japanischen Abendsegler als gefährdet (vulnerable).